# Niendorf I
Niendorf I ist ein Ortsteil der Gemeinde Römstedt im niedersächsischen Landkreis Uelzen. Er ist nach Römstedt selbst der zweitgrößte Ortsteil der Gemeinde.

## Geografie und Verkehrsanbindung
Niendorf I liegt nordwestlich des Kernortes Römstedt. Östlich des Ortes fließt der Gollernbach und nördlich verläuft die Landesstraße L232.
Eine Buslinie verbindet Niendorf I mit Bad Bevensen.

## Kultur und Freizeit
In Niendorf I befinden sich das Heimat- und Treckermuseum sowie ein Golfplatz.